# José André Camacho
José André Camacho (* 27. November 2001) ist ein bolivianischer Leichtathlet, der sich auf den Hochsprung spezialisiert hat.

## Sportliche Laufbahn
Erste internationale Erfahrungen sammelte José André Camacho im Jahr 2022, als er bei den Hallensüdamerikameisterschaften in Cochabamba mit übersprungenen 1,90 m die Bronzemedaille hinter dem Brasilianer Thiago Moura und Carlos Layoy aus Argentinien gewann. Im September belegte er bei den U23-Südamerikameisterschaften in Cascavel mit 1,96 m den siebten Platz. 2024 brachte er bei den Hallensüdamerikameisterschaften in Cochabamba keinen gültigen Versuch zustande.
In den Jahren 2022 und 2023 wurde Camacho bolivianischer Meister im Hochsprung im Freien sowie von 2022 bis 2024 in der Halle. 